# بارت یک اتاق دارد
بارت یک اتاق دارد (به انگلیسی: Bart Got a Room) فیلمی محصول سال ۲۰۰۸ و به کارگردانی برایان هکر است. در این فیلم بازیگرانی همچون عالیه شوکت، ویلیام اچ میسی، شریل هاینز، اشلی بنسون، برندون هاردستی، کیت میکوچی، جنیفر تیلی، دینه مانوف و جان پولیتو ایفای نقش کرده‌اند.